# Eileen Hoffmann
Eileen Hoffmann (Berlín, 25 de junio de 1984) es una exjugadora alemana de hockey sobre césped.

## Trayectoria
Hoffmann debutó con la selección alemana en el año 2002. Su primera partición olímpica fue en los Juegos Olímpicos de Pekín 2008. En el torneo avanzó hasta las semifinales, pero perdió ante China por 3 a 2. En el partido por la medalla de bronce, perdió contra Argentina por 3 a 1.